# Jacqueline Livingston
Jacqueline Louise Livingston, geborene Jaqueline Louise Barrett (* August 1943 in Phoenix, Arizona; † 21. Juni 2013 in Ithaca, New York), war eine US-amerikanische Fotografin.

## Leben
Jaqueline Louise Barrett wuchs in Chandler, Arizona auf. Sie besuchte die Arizona State University, wo sie auch ihren Ehemann John Livingston kennenlernte. Zusammen organisierten sie Demonstrationen für mehr Rechte, gegen die korrupte Regierung oder den Vietnamkrieg.
Mitte der 70er Jahre begann Livingston die männliche Sexualität in ihrem Werk a way to overcome the distance she felt from the male body darzustellen. Sie arbeitete als Fotografin und Kunstprofessorin an der Cornell University. Im Sommer 1978 verlor sie schließlich ihren Job an der Uni, auf Grund der Publicity der Nacktfotos ihres Sohnes, welche ihn in sexuellen Posen zeigten.
Jaqueline Livingston wurde zwar nie verurteilt, trotzdem stand sie unter dem Verdacht mit Kinderpornografie zu tun zu haben. Ihre 1982 eröffnete Galerie in SoHo in New York City wurde deshalb auch vom FBI überwacht.
1992 wurde bei Livingston Brustkrebs diagnostiziert. Sie starb am 21. Juni 2013 in Ithaca.

## Ausstellungen (Auswahl)
- 2012: Visions of Maui,. Lahaina Arts Society Banyan Tree Gallery, Lahaina (Maui), Hawaii.
- 2009: Perceptions of Maui. Lahaina Arts Society Banyan Tree Gallery, Lahaina (Maui), Hawaii.
- 2009: Jacqueline Livingston Family Album. Spaces of Intimacy. Abbots Palace, National Museum, Gdańsk, Poland.
- 1986: Pix Ithaca: A Centennial Year Invitational. 15 Steps Gallery, Ithaca, New York.
- 1985: A Calendar of the Seasons, Ithaca, New York. Garage de France, Ithaca, New York.
- 1983: Self Portraits. Ithaca College, Ithaca, New York.
- 1983: Jacqueline Livingston: 14 Photograph Poster Mail Exhibition. Lecture Lounge Gallery, Columbia College, Chicago, Illinois.
- 1981: The Image Considered: Recent Works by Women. Everett Community College, Washington.
- 1979: The Image Considered: Recent Works by Women. Visual Studies Workshop, Rochester, New York.
- 1979: In/Sights: Self-Portraits by Women. Marcuse Pfeifer Gallery, New York, New York and Jeb Gallery, Inc., Providence, Rhode Island.
- 1978: The Male Nude. Marcuse Pfeifer Gallery, New York, New York.
- 1977: Foto’s Anniversary Show. Foto, New York, New York.
- 1977: Women Photographers of New York. New York State Women’s Meeting, Albany, New York.
- 1976: 12 East Coast Photographers. Sibley Dome Gallery, Cornell University, Ithaca, New York.
- 1975: Retrospective 1962-1975. Sibley Dome Gallery, Cornell University, Ithaca, New York.
- 1975: Erotica. Lamkin Camerawork Gallery, Fairfax, California.
- 1974: Texas Fine Art Association Exhibition. Laguna Gloria Art Museum, Austin, Texas.
- 1969: Vision and Expression: Contemporary Photographers. George Eastman House, Rochester, New York.
- 1968: Young Photographers. University Art Museum, University of New Mexico, Albuquerque, New Mexico.
- 1967: First Arizona Photography Biennial. Phoenix Art Museum, Phoenix, Arizona.[3]